# Never Again, Never!
Never Again, Never! è un cortometraggio muto del 1912 diretto da Lewin Fitzhamon.

## Produzione
Il film fu prodotto dalla Hepworth.

## Distribuzione
Fu distribuito dalla Hepworth.